# Éruption de tornades d'août 2005 en Ontario
L’éruption de tornades d'août 2005 en Ontario est une série de tornades ayant fait des dégâts dans les zones de Conestoga Lake, Fergus, et Tavistock à l'ouest de Toronto, Ontario, au Canada. Elle fut causée par un système  orageux bien organisé l'après-midi du 19 août 2005. Les orages se sont transformés en cellules de fortes pluies en atteignant Toronto bien qu'une tornade ait aussi été signalée dans les limites de la ville sans jamais être confirmée officiellement par le Service météorologique du Canada.
Le Bureau d'assurance du Canada a estimé que les pertes assurées étaient les plus élevés dans l'histoire de la province, plus de 500 millions de dollars canadiens, deux fois et demie celle des pertes en l'Ontario lors du verglas massif de janvier 1998, et le deuxième plus grand événement de perte matériel dans l'histoire canadienne (500 millions CAD) jusqu'à un autre événement de pluie abondante le 8 juillet 2013 (1 milliard CAD).

## Évolution météorologique

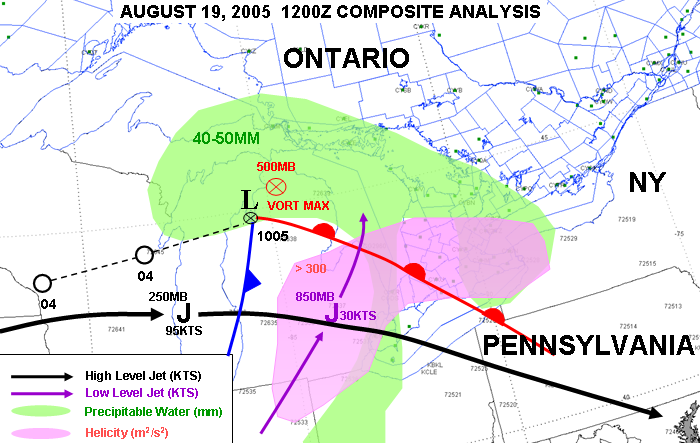
Carte météorologique des éléments favorables au développement orageux le 19 août.

Tôt le matin du 19 août, une dépression se trouvait sur le nord du Michigan et elle étendait un front froid vers le sud-ouest. Ce même système avait été à l'origine d'une éruption de tornades sur le Wisconsin la veille. Comme le montre la carte à gauche, il y avait jusqu'à 50 mm d'eau précipitable dans la masse d'air chaud qui a envahi le sud de l'Ontario. En plus, il y avait un fort courant-jet de bas niveau du sud-ouest faible jet de niveau parallèle au front froid et un courant-jet en altitude. Tout cela était très favorable pour le développement d'orages violents et de plus, le cisaillement du vent dans la basse troposphère donnait une grande valeur hélicité propice au développement de tornades.
À l'avant du front froid, deux lignes d'orages se sont développées, la première en Stratford et à la baie Georgienne, la seconde juste derrière mais près des rives du lac Huron. Elles ont un déplacement vers l'est et se sont rendues aussi loin que d'Oshawa au cours de l'après-midi. Des dizaines de cellules orageuses ont peuplé ces lignes, deux d'entre elles se développant en orage supercellulaire avec tornade. La plus intense des tornades a atteint le niveau F2 de l'échelle de Fujita, avec des rafales comprises entre 180 à 250 km/h. Des avertissements d'orages violents ont été envoyés, en mentionnant la possibilité de tornades selon la configuration des vents sur les images du radar météorologique et le potentiel analysé.

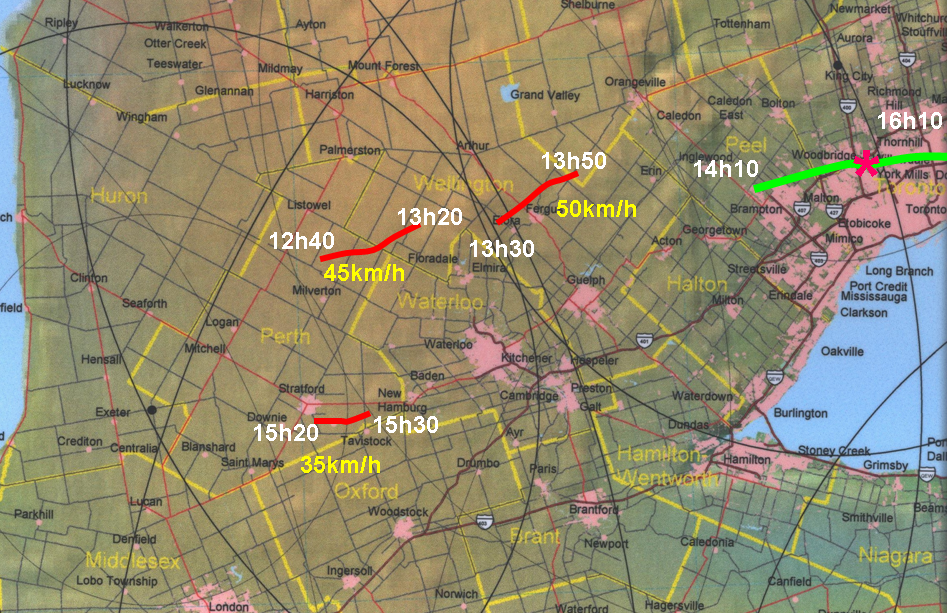
Trajectoires des cellules à tornades avec le temps local et leur vitesse de déplacement.

L'orage principal de la première ligne, appelée plus tard la « supercellule de Toronto », a produit une première tornade en passant de Milverton (43° 34′ N, 80° 56′ O) à Conestogo Lake (43° 41′ 09″ N, 80° 43′ 49″ O) (ouest d'Elmira) de 12 h 40 à 13 h 20 heure avancée de l'est. Une seconde tornade est passée de Salem (43° 41′ 36″ N, 80° 26′ 49″ O) à Lake Belwood (43° 46′ 05″ N, 80° 20′ 08″ O) (au nord de Guelph), passant juste au nord de Fergus 10 minutes plus tard,. En arrivant proche de Toronto, une alerte à la tornade a été émise pour la région mais l'orage s'est transformé pour donner de la pluie torrentielle, de la grêle de grosseur de balle de golf et des vents de plus de 100 km/h entre 14 et 16 h.
Finalement, un autre orage violent est passé au sud-est de Stratford, dans la région de Tavistock (43° 12′ 45″ N, 80° 50′ 51″ O), et a donné une tornade de force F1 (vents de 120 à 150 km/h) vers 15 h 20.

### Supercellule de Toronto
Le supercellule venant de Milverton a maintenu toutes les caractéristiques d'un orage producteur de tornades alors qu'elle approchait de la ville de Toronto. La détection sur les radars météorologiques montrait un écho en crochet, une voûte d'échos faibles et un mésocyclone fort, mais le tourbillon a quitté le sol après la deuxième tornade. La cellule a par la suite effectué un changement de comportement passant de tornadique à productrice de pluie torrentielle. Ainsi à Thornhill (43° 48′ 58″ N, 79° 25′ 28″ O), au nord de Toronto, le pluviomètre d'une observatrice volontaire enregistra 175 mm de pluie en moins d'une heure.
Une étude suggère deux explications à ce changement :
- Toronto étant située au bord du lac Ontario, une brise du lac se développe souvent pendant la journée et ce vent apporte de l'air plus frais à la surface, provoquant une couche d'inversion de température en surface qui aurait pu être assez épaisse pour garder la rotation en altitude ;
- à l'ouest de la ville se trouve l'escarpement du Niagara, atteignant 450 m d'altitude, tandis que le rives du lac Ontario sont à seulement 75 m. Cette baisse aurait également pu isoler la rotation de la surface.

La détection de foudre montre qu'il y avait un fort pic pendant les tornades de catégorie F2, dominées par les éclairs positifs nuage-sol. Des études ont montré que cela est souvent le cas dans les tornades. Elle a été suivie par une forte baisse puis un autre pic, mais celui-ci dominé par la foudre négative au cours de la phase d'inondation de la tempête.

## Impact

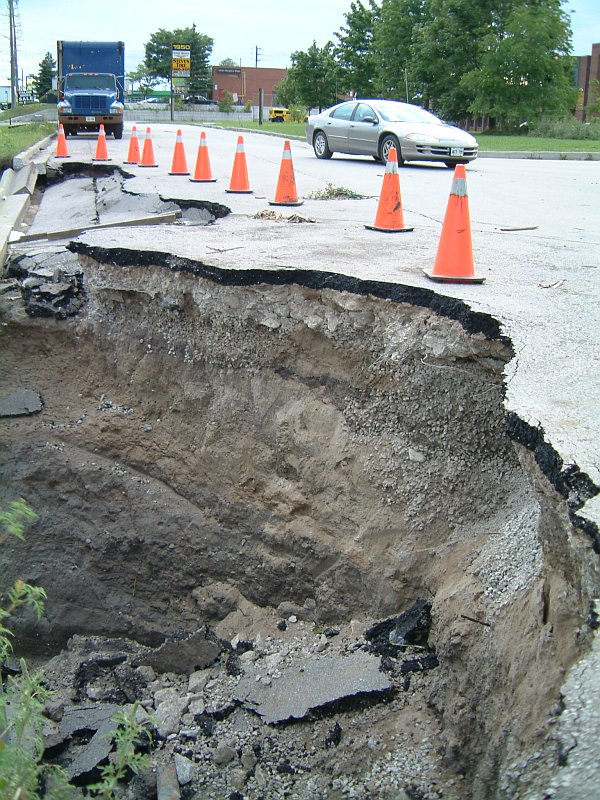
L'inondation a emporté une partie d'un stationnement à Vaughan.

Les tornades ont déraciné des centaines d'arbres, arraché les branches d'innombrables autres, abattu des lignes électriques, renversé des voitures et des camions, en plus d'endommager plusieurs maisons, chalets et granges,. A Guelph et Orangeville, 10 000 habitants ont été privés d'électricité. Aucun décès ni blessure n'a été signalée.
À Toronto, 103 mm de pluie sont tombés en une heure à North York et ses environs, le double de la quantité laissé par l'ouragan Hazel en 1954 (la plus forte pluie par Hazel est tombée sur Etobicoke et la zone de l'aéroport Pearson). Au bureau du Service météorologique du Canada (SMC) à Downsview, 130 mm ont été notés, dont 100 mm en moins d'une heure, un record pour toute tempête à Toronto. Un bloc ou deux au nord à Thornhill, un observateur météo a rapporté dans son pluviomètre une mesure de 175 mm. Les cumuls pluviométriques pour l'orage ont dépassé les 140 mm dans certains secteurs de Vaughan. Un observateur bénévole a rapporté une tornade dans la partie nord de la ville de Toronto mais cela n'a pas été confirmée par Environnement Canada.
La pluie a balayé une partie de l'avenue Finch près de la rue Sentinel à North York ce qui a fait déborder les égouts pluviaux et causé de graves inondations aux sous-sols de plusieurs milliers de maisons et à deux étages du bâtiment du SMC. Les pluies torrentielles sur la région de Toronto ont créé des embouteillages en isolant des sections de routes. Les services d'incendie ont répondu à plus de 1 000 appels de détresse. Le personnel des services spécialisés ont secouru quatre personnes emportées par les inondations vers la rivière Don.

### Article reliés
- Éruption de tornades le 31 mai 1985 en Ontario, Ohio, Pennsylvanie et New York